# ABS-CBN
ABS-CBN Corporation, allmänt känt som ABS-CBN, är ett filippinskt media- och underhållningsföretag med huvudkontor i Quezon City. Det är det största underhållnings- och mediekonglomeratet i Filippinerna vad gäller intäkter, rörelseresultat, nettoresultat, tillgångar, eget kapital, marknadsvärde och antal anställda. ABS-CBN bildades genom en sammanslagning av Alto Broadcasting System (ABS) och Chronicle Broadcasting Network (CBN).
Företaget driver även TV-kanalen med samma namn.
ABS-CBN är ett av de största massmedieföretagen i Filippinerna, tillsammans med GMA och TV5.

## TV-kanaler

### Nationell
Nuvarande
- ABS-CBN News Channel (ANC)
- Cine Mo!
- Cinema One
- Jeepney TV
- Kapamilya Channel
- Knowledge Channel
- Metro Channel
- Myx
- TeleRadyo Serbisyo

Tidigare
- ABS-CBN
  - DWWX-TV (Manila)
  - D-3-ZO-TV (Baguio)
  - DZAD-TV (Batangas)
  - DYPR-TV (Puerto Princesa)
  - DZNC-TV (Naga)
  - DYAF-TV (Iloilo)
  - DYXL-TV (Bacolod)
  - DYCB-TV (Cebu)
  - DYAB-TV (Tacloban)
  - DXCS-TV (Cagayan de Oro)
  - DXAS-TV (Davao)
  - DXZT-TV (General Santos)
  - DXLL-TV (Zamboanga)
- ABS-CBN Regional Channel
- ABS-CBN Sports and Action (S+A)
  - DWAC-TV (Manila)
  - DYAC-TV (Cebu)
  - DXAB-TV (Davao)
  - DXFH-TV (Zamboanga)
- Asianovela Channel
- Balls
- CgeTV
- DZMM TeleRadyo/TeleRadyo
- DYAB TeleRadyo (Cebu)
- DXAB TeleRadyo (Davao)
- Hero
- Lifestyle Network
- Liga
- Maxxx
- Movie Central
- O Shopping
- PIE
- Studio 23
- Tag
- Velvet
- Yey!

### Internationell
Nuvarande
- ANC Global
- Cinema One Global
- Cine Mo! Global
- Myx Global
- TeleRadyo Serbisyo Global
- The Filipino Channel (TFC)

Tidigare
- ABS-CBN Sports and Action International
- Bro
- Kapamilya Channel (internationell TV-kanal)
- Lifestyle Network (USA)
- Pinoy Central TV

## Radiostationer
Nuvarande
- DWPM 630 (Manila)
- MOR Entertainment
- myxRadio

Tidigare
- Radyo Patrol
  - DZMM Radyo Patrol 630 (Manila)
  - DYAP Radyo Patrol 765 (Palawan)
  - DYAB Radyo Patrol 1512 (Cebu)
  - DXAB Radyo Patrol 1296 (Davao)
- AM (My Only Radio)
  - MOR 101.9 My Only Radio For Life! (Manila)
  - MOR 101.1 My Only Radio MORe Na Ron! (Davao)
  - MOR 103.1 My Only Radio Dayta Ah! (Baguio)
  - MOR 101.5 My Only Radio Sikat! (Bacolod)
  - MOR 99.9 My Only Radio Sikat! (Puerto Princesa)
  - MOR 93.5 My Only Radio Yan ang MORe! (Naga)
  - MOR 93.9 My Only Radio Pirmi Na! (Legazpi)
  - MOR 94.3 My Only Radio Araratan! (Dagupan)
  - MOR 94.3 My Only Radio Sikat! (Tacloban)
  - MOR 91.1 My Only Radio Abaw Pwerte! (Iloilo)
  - MOR 97.1 My Only Radio Lupig Sila! (Cebu)
  - MOR 98.7 My Only Radio Nah Ese Vale! (Zamboanga)
  - MOR 91.9 My Only Radio Chuy Kay' Bai! (Cagayan de Oro)
  - MOR 95.5 My Only Radio Ditoy Latta! (Laoag)
  - MOR 92.7 My Only Radio For Life! (General Santos)
  - MOR 95.1 My Only Radio For Life! (Cotabato)
  - MOR 99.7 My Only Radio For Life! (Sofronio Española)
  - MOR 91.3 My Only Radio For Life! (Isabela)

## Internet
- ABS-CBN.com
- Filipino On Demand
- iWantTFC
- Kapamilya Online Live
- MOR TV
- news.ABS-CBN.com

## Dotterbolag
- ABS-CBN Center for Communication Arts, Inc. (Star Magic)
- ABS-CBN Convergence, Inc.
  - ABS-CBN TV Plus
  - ABS-CBNmobile (samägt med Globe Telecom, stängde 2018)
- ABS-CBN Digital Media
- ABS-CBN Film Productions, Inc. (Star Cinema)
  - Black Sheep
  - Skylight Films (stängt 2018)
  - Star Creatives
- ABS-CBN Foundation, Inc.
- ABS-CBN Global Ltd.
  - ABS-CBN Australia Pty. Ltd.
  - ABS-CBN Canada, ULC
  - ABS-CBN Global Hungary Kft.
  - ABS-CBN Japan, Inc.
  - ABS-CBN Middle East Free Zone LLC
  - ABS-CBN Middle East LLC
  - ABS-CBN Global Netherlands B.V.
- ABS-CBN Publishing, Inc.
- ABS-CBN Theme Parks & Resorts
  - ABS-CBN Studio Experience (stängt 2020)
  - KidZania Manila (stängt 2020)
- ACJ O Shopping Corporation (samägd med CJ ENM, stängde 2020)
- Creative Programs, Inc.
- MediaSerbisyo Corporation (samägd med Prime Media Holdings)
- Play Innovations, Inc.
  - Play Innovations Hungary Kft.
- Roadrunner Network, Inc.
- Sarimanok News Network, Inc.
- Sky Cable Corporation
  - Sky Cable
  - Destiny Cable (stängt 2018)
  - Sky Direct (stängt 2020)
- Star Home Video
- Star Recording, Inc.
  - Star Music
- Star Songs, Inc.

## Divisioner
- ABS-CBN Events
- ABS-CBN Film Archives
- ABS-CBN International
- ABS-CBN International Production and Co-Production
- ABS-CBN Licensing
- ABS-CBN News and Current Affairs
- ABS-CBN Sports (stängt 2020)
- ABS-CBN Studios
  - Dreamscape Entertainment
- Cable Channels and Print Media Group
- Creative Communications Management Group
- Manila Radio Division
- Regional Network Group (ABS-CBN Regional)
- Star Entertainment Group